# Exacum sutaepense
Exacum sutaepense là một loài thực vật có hoa trong họ Long đởm. Loài này được Hosseus ex Craib mô tả khoa học đầu tiên năm 1914.